# Лущай Юрій Володимирович
Юрій Володимирович Лущай (10 лютого 1982 , Краматорськ, Донецька область  — 28 березня 2024 , Іванівське, Донецька область ) — український історик, поет і вікіпедист, спеціаліст з історії Давньої Русі, адміністратор російськомовної Вікіпедії, учасник оборони України від повномасштабного російського вторгнення. 

## Біографія
Народився 10 лютого 1982 року в Краматорську Донецької області в родині працівників Новокраматорського машинобудівного заводу.
Ще зі шкільних років цікавився історією. У 2006 році закінчив магістратуру історичного факультету Харківського національного університету. Займався історичними дослідженнями, зокрема, України періоду Давньої Русі. На початку 2010-х років навчався на аспірантурі історичного факультету Харківського національного педагогічного університету, здобуваючи вчений ступінь кандидата історичних наук, однак навчання не закінчив.
Працював викладачем, продавав канцелярію, працював над історичними матеріалами.
Писав вірші українською мовою: з 1995 року почав писати білі вірші, з 2000 року — римовані. З 2018 року почав писати прозові казки. У 2023 році Лущай видав збірку власних віршів.
У 2009 році зареєструвався в російськомовній Вікіпедії, з 2012 року активний учасник і патрульний, з 2018 року — адміністратор. Написав близько 300 статей. У 2015, 2017 і 2020 роках обирався до Арбітражного комітету.
6 квітня 2022 року, після початку повномасштабного вторгнення Росії в Україну, Лущай разом зі своєю сім'єю переїхав до селища Великі Лучки Мукачівського району Закарпатської області.
Довго не міг потрапити у Збройні сили України, отримував відмову у військкоматі. 30 січня 2023 року вступив до лав ЗСУ. Бився в Нью-Йорку біля Горлівки, під Андрієвкою, Кліщіївкою, Бахмутом, у Констянтинівці. У червні 2023 отримав звання старшого солдата. Обіймав посаду стрільця.
29 лютого 2024 року Юрій Лущай в інтерв'ю зазначив: 

| Я дуже люблю Україну і хочу, щоб тут не було жодного ворога. Після перемоги я хочу бачити рідний Краматорськ квітучим, хочу, щоб моє рідне місто, як і інші населені пункти Донбасу, розвивалося, підприємства працювали, щоб усі повернулися додому. |
| |

Загинув, захищаючи рідну Донецьку область. З 28 березня 2024 року вважався зниклим безвісти. Загинув поблизу села Іванівське Бахмутського району Донецької області під час російського масового обстрілу. Похований 10 квітня у селі Великі Лучки.
У разі загибелі, попросив сестру опублікувати вірш:

| Боже, спаси наші душі, бо тіло ніхто не спасе, У кровавій бій нас посилають, у саме пекло йдемо, Ніхто з нас навіть не знає, чи в цей раз пронесе, Або під дощем куль та снарядів загинемо. Боже, спаси наші душі, бо останні залишились хвилини, У подиху тільки пам’ять про колишні щасливі дні, Важко дивитись, коли помирає близька тобі людина, Але бій ніяк не вщухає і треба до кінця дійти. Боже, спаси наші душі, та із пекла забери в рай, Ми за свободу боролись скільки було наших сил, Українській народе, про нас ніколи не забувай — Своїми пораненими тілами ми в окопах закрили тил. |
| — Юрій Лущай, 30 січня 2024. |